# 김해제일고등학교
김해제일고등학교(金海第一高等學校)는 대한민국 경상남도 김해시 외동에 있는 공립 고등학교이다.

## 학교 연혁
- 2004년 1월 9일 : 김해제일고등학교 설립 인가
- 2011년 3월 1일 : 김해제일고등학교 개교
- 2011년 3월 4일 : 제1회 입학식(10학급 389명)
- 2012년 3월 1일 : 교육과학기술부 자율형공립고등학교 지정(~2017.02)
- 2017년 3월 1일 : 교육부 자율형공립고등학교 재지정(~2022.02.)
- 2021년 3월 1일 : 제4대 김갑영 교장 취임
- 2022년 2월 10일 : 제9회 졸업식(졸업생 172명)
- 2022년 3월 2일 : 제12회 입학식(신입생 8학급 190명)

## 참고 자료
- 김해제일고등학교 - 한국교육학술정보원 학교알리미